# Pier Giuseppe Samengo
Pier Giuseppe Samengo (Lungro, 1825 – Roma, 1904) è stato un patriota, politico e avvocato italiano.

## Biografia
Quinto di otto fratelli, era figlio di Francesco Saverio Samengo e di Rosa Ferrari da Frascineto. Il nonno paterno, Antonio Samengo (coniugato con Margherita Molfa) proveniva da una ricca famiglia ligure e nel 1750, assieme ai fratelli Luigi e Pasquale, si trasferì da Genova a Lungro in quanto gli era stato concesso lo sfruttamento della salina di Lungro (divenuta poi di proprietà statale nel 1811). In virtù di ciò, Pier Giuseppe Samengo ebbe modo di studiare presso il Collegio Italo-Albanese di Sant'Adriano a San Demetrio Corone; in seguito frequentò proficuamente la Facoltà di Giurisprudenza della Reale Università di Napoli, dove si laureò con lode.

### Periodo risorgimentale
Dopo aver frequentato il movimento carbonaro a Napoli ed aver fatto ritorno a Lungro, fu tra i promotori delle sommosse sociali scoppiate nella Calabria Citeriore.
Partecipò alla battaglia di Campotenese e all'assedio di Castrovillari, dove all'arrivo dei garibaldini i volontari, armati alla meglio, erano organizzati in cinque compagnie comandate, oltre che da Samengo, da Vincenzo Stratigò, Pietro Irianni, Pasquale Trifilio e Cesare Martino (i "500 di Lungro" dell'Esercito meridionale). Partecipò poi alla spedizione del Volturno. A causa della sua attività politica, fu condannato al soggiorno obbligato a Lungro dal 1854 al 1860.

### Carriera
Con l'Unità d'Italia (a cui aveva contribuito attivamente rispondendo alla chiamata di Giuseppe Garibaldi) riprese la propria professione di legale e di magistrato, fino a raggiungere il grado di Primo Presidente della Corte d'appello di Calabria Citeriore. Ebbe lo stesso incarico a Roma, dove morì nel 1904.